# Élections législatives de 1876 dans l'Aude
Les élections législatives de 1876 ont eu lieu les 20 février et 5 mars 1876

## Députés élus
|   | Circonscription | Député élu       |  | Groupe parlementaire |
| - | --------------- | ---------------- |  | -------------------- |
| 1 | Carcassonne     | Théophile Marcou |  | Union républicaine   |
| 2 | Castelnaudary   | Eugène Mir       |  | Gauche républicaine  |
| 3 | Limoux          | François Rougé   |  | Gauche républicaine  |
| 4 | Narbonne        | Léon Bonnel      |  | Gauche républicaine  |

## Résultats à l'échelle du département
| Partis         | Partis               | Premier tour | Premier tour | Deuxième tour | Deuxième tour | Sièges |
| Partis         | Partis               | Voix         | %            | Voix          | %             | Sièges |
| -------------- | -------------------- | ------------ | ------------ | ------------- | ------------- | ------ |
|                | Républicains modérés | 22 962       | 34,70        | 13 945        | 51,24         | 3      |
|                | Républicain radical  | 13 053       | 19,73        |               |               | 1      |
|                | Bonapartistes        | 12 532       | 18,94        | 0             |               |        |
|                | Légitimistes         | 12 067       | 18,24        | 5 850         | 21,49         | 0      |
|                | Constitutionnels     | 5 398        | 8,58         | 7 422         | 27,27         | 0      |
|                | Divers               | 69           | 0,10         |               |               | 0      |
|                |                      |              |              |               |               |        |
| Inscrits       | Inscrits             | 87 013       | 100,00       | 33 603        | 100,00        | 4      |
| Votants        | Votants              |              |              | 27 328        | 81,33         |        |
| Abstentions    | Abstentions          |              |              | 6 275         | 18,67         |        |
| Blancs et nuls | Blancs et nuls       |              |              | 112           | 0,41          |        |
| Exprimés       | Exprimés             | 66 168       |              | 27 216        | 99,59         |        |

## Résultats par arrondissement

### Arrondissement de Carcassonne
| Candidats      | Candidats        | Étiquette           | Premier tour | Premier tour |
| Candidats      | Candidats        | Étiquette           | Voix         | %            |
| -------------- | ---------------- | ------------------- | ------------ | ------------ |
|                | Théophile Marcou | Républicain radical | 13 053       | 65,70        |
|                | Laperrine        | Légitimiste         | 6 815        | 34,30        |
|                |                  |                     |              |              |
| Inscrits       | Inscrits         | Inscrits            | 28 786       | 100,00       |
| Votants        | Votants          | Votants             | 20 956       | 72,80        |
| Abstention     | Abstention       | Abstention          | 7 830        | 27,20        |
| Blancs et nuls | Blancs et nuls   | Blancs et nuls      | 1 088        | 5,19         |
| Exprimés       | Exprimés         | Exprimés            | 19 868       | 94,81        |

### Arrondissement de Castelnaudary
| Candidats      | Candidats         | Étiquette          | Premier tour | Premier tour | Deuxième tour | Deuxième tour |
| Candidats      | Candidats         | Étiquette          | Voix         | %            | Voix          | %             |
| -------------- | ----------------- | ------------------ | ------------ | ------------ | ------------- | ------------- |
|                | Charles de Lordat | Légitimiste        | 5 252        | 45,93        | 5 850         | 49,76         |
|                | Eugène Mir        | Républicain modéré | 4 700        | 41,10        | 5 907         | 50,24         |
|                | Louis Gouttes     | Bonapartiste       | 1 425        | 12,46        |               |               |
|                | Divers            | Divers             | 58           | 0,51         |               |               |
|                |                   |                    |              |              |               |               |
| Inscrits       | Inscrits          | Inscrits           | 14 373       | 100,00       | 14 338        | 100,00        |
| Votants        | Votants           | Votants            | 11 500       | 80,01        | 11 829        | 82,50         |
| Abstention     | Abstention        | Abstention         | 2 873        | 19,99        | 2 509         | 17,50         |
| Blancs et nuls | Blancs et nuls    | Blancs et nuls     | 65           | 0,57         | 72            | 0,61          |
| Exprimés       | Exprimés          | Exprimés           | 11 435       | 99,43        | 11 757        | 99,39         |

### Arrondissement de Limoux
| Candidats      | Candidats      | Étiquette          | Premier tour | Premier tour | Deuxième tour | Deuxième tour |
| Candidats      | Candidats      | Étiquette          | Voix         | %            | Voix          | %             |
| -------------- | -------------- | ------------------ | ------------ | ------------ | ------------- | ------------- |
|                | François Rougé | Républicain modéré | 7 302        | 48,00        | 8 038         | 51,99         |
|                | Jean Detours   | Constitutionnels   | 5 398        | 35,48        | 7 422         | 48,01         |
|                | Lazare Anduze  | Bonapartiste       | 2 503        | 16,45        |               |               |
|                | Divers         |                    | 11           | 0,07         |               |               |
|                |                |                    |              |              |               |               |
| Inscrits       | Inscrits       | Inscrits           | 19 409       | 100,00       | 19 265        | 100,00        |
| Votants        | Votants        | Votants            |              |              | 15 501        | 80,46         |
| Abstention     | Abstention     | Abstention         |              |              | 3 764         | 19,54         |
| Blancs et nuls | Blancs et nuls | Blancs et nuls     |              |              | 41            | 0,26          |
| Exprimés       | Exprimés       | Exprimés           | 15 214       |              | 15 460        | 99,74         |

### Arrondissement de Narbonne
| Candidats      | Candidats       | Étiquette          | Premier tour | Premier tour |
| Candidats      | Candidats       | Étiquette          | Voix         | %            |
| -------------- | --------------- | ------------------ | ------------ | ------------ |
|                | Léon Bonnel     | Républicain modéré | 10 960       | 56,02        |
|                | Eugène Peyrusse | Bonapartiste       | 8 604        | 43,98        |
|                |                 |                    |              |              |
| Inscrits       | Inscrits        | Inscrits           | 24 293       | 100,00       |
| Votants        | Votants         | Votants            | 19 684       | 81,03        |
| Abstention     | Abstention      | Abstention         | 4 609        | 18,97        |
| Blancs et nuls | Blancs et nuls  | Blancs et nuls     | 120          | 0,61         |
| Exprimés       | Exprimés        | Exprimés           | 19 564       | 99,39        |